# Leśnica (Białoruś)
Leśnica (biał. Лясніца, ros. Лесница) – wieś na Białorusi, w obwodzie grodzieńskim, w rejonie grodzieńskim, w sielsowiecie Hoża, nad rzeką o tej samej nazwie.
W dwudziestoleciu międzywojennym wieś leżała w Polsce, w województwie białostockim, w powiecie grodzieńskim, w gminie Hoża.
Według Powszechnego Spisu Ludności z 1921 roku wieś zamieszkiwało 165 osób, 164 było wyznania rzymskokatolickiego a 1 prawosławnego. Jednocześnie wszyscy mieszkańcy zadeklarowali polską przynależność narodową. Było tu 29 budynków mieszkalnych.
Miejscowość należała do parafii świętych apostołów Piotra i Pawła w Hoży.
Wieś podlegała pod Sąd Grodzki i Okręgowy w Grodnie, najbliższy urząd pocztowy mieścił się w Hoży.
W pobliżu wsi istniały dwie osady młyńskie – Leśnica I i Leśnica II.